# برانوش
برانوش بنابر شاهنامه فردوسی مهندس، سپهدار جنگی سپاه قیصر و آلتونیه که در زمان شاپور اول پسر اردشیر بابکان فرمانده جنگی سپاه قیصر بود. در جنگ پس از اسارت بوسیله سپاه ایران شاپور اول، در ازای ساخت پل شادروان در شوشتر وعده آزادی به او داد.
پس از درگذشت اردشیر بابکان شاه ایران سرزمین‌های گوناگون سر به شورش نهادند و سپاه قیصر به فرماندهی برانوش به ایران تاخت. سپاه ایران به فرماندهی گرزسپ با برانوش درگیر می‌شود. از رومیان تعداد زیادی اسیر و کشته شده که در هنگام جنگ برانوش نیز در قلب سپاه روم گرفتار سپاه ایران می‌شود. بعد از این واقعه قیصر روم تسلیم شده و به شاپور اول پادشاه ایرانی باج می‌دهد.
پس از جنگ شاپور اول ساسانی به اهواز (منظور ایالت اهواز است) می‌رود. شاپور اول همیشه برانوش را با خود همراه دارد و با او در مورد ساخت اماکن و شهرسازی مشورت می‌کند. در شوشتر رودی بود به گفته فردوسی از خروشانی حتی ماهی توان گذر بر آن نداشت (منظور رود کارون است)، شاپور اول ساسانی به برانوش سفارش ساخت یک پل بر روی این رودخانه را می‌دهد و به او سفارش می‌کند که از دانش و فرزانگان روم در این سرزمین بهره گیرد. شاپور به برانوش دستور ساخت پل بر روی رودخانه شوشتر را می‌دهد. شاپور اول می‌خواهد در جهان این پل از او یادگار بماند و سبب راحتی مردم باشد. شاپور در ازای ساخت پل به برانوش وعده آزادی می‌دهد که آنگاه پل به اتمام برسد، سوی خانه خود برو و در آنجا با شادمانی زندگی کن. برانوش که چنین دید در مدت سه سال آن پل را ساخت و بعد از ساختن پل به سوی خانه خویش روی نهاد. این پل اکنون پل‌بند شادُروان یا بند قیصر نامیده می‌شود و به عنوان یکی از آثار سازه‌های آبی شوشتر در فهرست میراث جهانی یونسکو ثبت شده است.

## برانوش در جنگ ایران و روم
| ز التوینه هم‌چنین لشکری   |  | بیامد سپهدارشان مهتری    |
| برانوش بُد نام آن پهلوان  |  | سواری سرافراز و روشن‌روان |
| کجا بود بر قیصران ارجمند |  | کمند افگنی نامداری بلند  |

### شکست روم از ایران و اسارت برانوش
| چو برخاست آواز کوس از دو روی |  | ز قلب اندر آمد گو نامجو   |
| برانوش جنگی به قلب اندرون    |  | گرفتار شد با دلی پر ز خون |
| .                            |  | ........                  |
| وزان رومیان کشته شد سه هزار  |  | به التوینه در صف کارزار   |
| هزار و دو سیصد گرفتار شد     |  | دل جنگیان پر ز تیمار شد   |

## برانوش معمار پل شوشتر

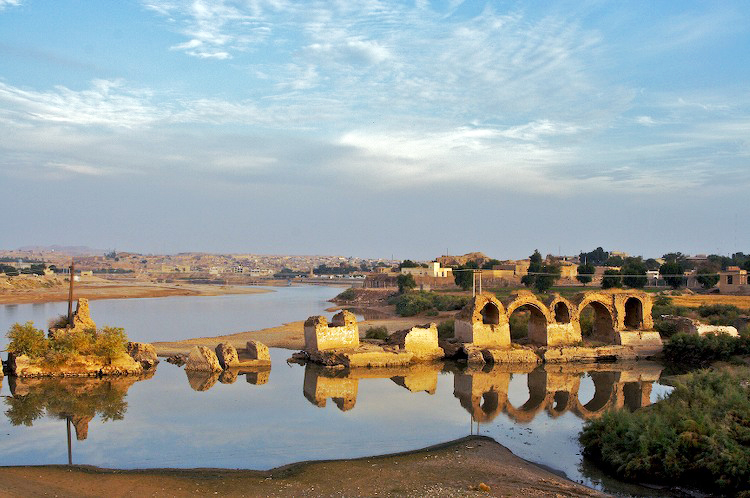
بند قیصر یا پل شادُروان در شوشتر

| همی برد هر سو برانوش را       |  | بدو داشتی در سخن گوش را     |
| یکی رود بُد پهن در شوشتر       |  | که ماهی نکردی برو بر گذر    |
| برانوش را گفت گر هندسی        |  | پلی ساز آنجا چنان چون رسی   |
| که ما بازگردیم و آن پل به جای |  | بماند به داناییِ رهنمای      |
| به رش کرده بالای این پل هزار  |  | بخواهی ز گنج آنچِ آید به کار |
| تو از دانشی فیلسوفان روم      |  | فراز آر چندی بران مرز و بوم |
| چو این پل برآید سوی خان خویش  |  | برو تازیان باش مهمان خویش   |
| ابا شادمانی و با ایمنی        |  | ز بد دور وز دست اهریمنی     |
| به تدبیر آن پل به‌استاد مرد    |  | فراز آوریدش بران کارکرد     |
| بپردخت شاپور گنجی برآن        |  | که زان باشد آسانی مردمان    |
| چو شد شه برانوش کرد آن تمام   |  | پلی کرد بالا هزارانش گام    |
| چو شد پل تمام او ز شوشتر برفت |  | سوی خان خود روی بنهاد تفت   |